# Durham (North Carolina)
 For alternative betydninger, se Durham (flertydig). (Se også artikler, som begynder med Durham)
Durham er en by i den amerikanske stat North Carolina og administrationsby i Durham County. Mindre dele af byen trækker sig ind i Orange County og Wake County. Med et indbyggertal på 283.506 ved folketællingen i 2020 er Durham den fjerde mest befolkede by i North Carolina og den 74. mest befolkede by i USA. Byen ligger i den østlige-centrale del af Piedmont-regionen langs floden Eno River. Durham udgør kernen i storbyområdet Durham-Chapel Hill Metropolitan Area som omfatter fire counties og havde et indbyggertal på 649.903 ved folketællingen i 2020. Durham er også en del af Raleigh-Durham-Cary Combined Statistical Area, almindeligvis kendt som Research Triangle (forskningstrekanten), som havde et indbyggertal på 2.043.867 ved folketællingen i 2020.
Byen begyndte med etableringen et jernbanedepot i 1849 på en grund doneret af Bartlett S. Durham, som byen er opkaldt efter. Efter den amerikanske borgerkrig voksede samfundet omkring Durham Station hurtigt, blandt andet på grund af tobaksindustrien. Durham fik bystatus ved en lov fra North Carolinas parlament i april 1869. Oprettelsen af Durham County blev godkendt af parlamentet 12 år senere, i 1881. Byen blev kendt som grundlæggelsessted og hovedkvarter for American Tobacco Company. Tekstil- og elektricitetsindustrien spillede også en vigtig rolle. Mens disse industrier er gået tilbage, har Durham gennemgået en revitalisering og befolkningstilvækst for at blive et uddannelses-, læge- og forskningscenter.
Durham er hjemsted for flere anerkendte institutioner for videregående uddannelse, især Duke University og North Carolina Central University. Durham er også en national leder inden for sundhedsrelaterede aktiviteter, som er fokuseret på Duke University Hospital og mange private virksomheder. Duke og dets Duke University Health System er de største arbejdsgivere i byen. North Carolina Central University er et historisk sort universitet, der er en del af University of North Carolina-systemet. Sammen gør de to universiteter Durham til et af hjørnepunkterne i Research Triangle-området; centralt for dette er Research Triangle Park syd for Durham, som omfatter et område på 28 kvadratkilometer som er afsat til forskningsfaciliteter.
På Duke Universitys campus ligger det nygotiske Duke Chapel og Nasher Museum of Art. Andre seværdigheder i byen omfatter Museum of Life and Science, Durham Performing Arts Center, Carolina Theatre og Duke Homestead and Tobacco Factory. Bennett Place er et mindesmærke for det sted, hvor Joseph E. Johnston overgav sig til William T. Sherman i den amerikanske borgerkrig. Byen er sammen med Raleigh betjent af Raleigh-Durham International Airport.